# 夫妻肺片

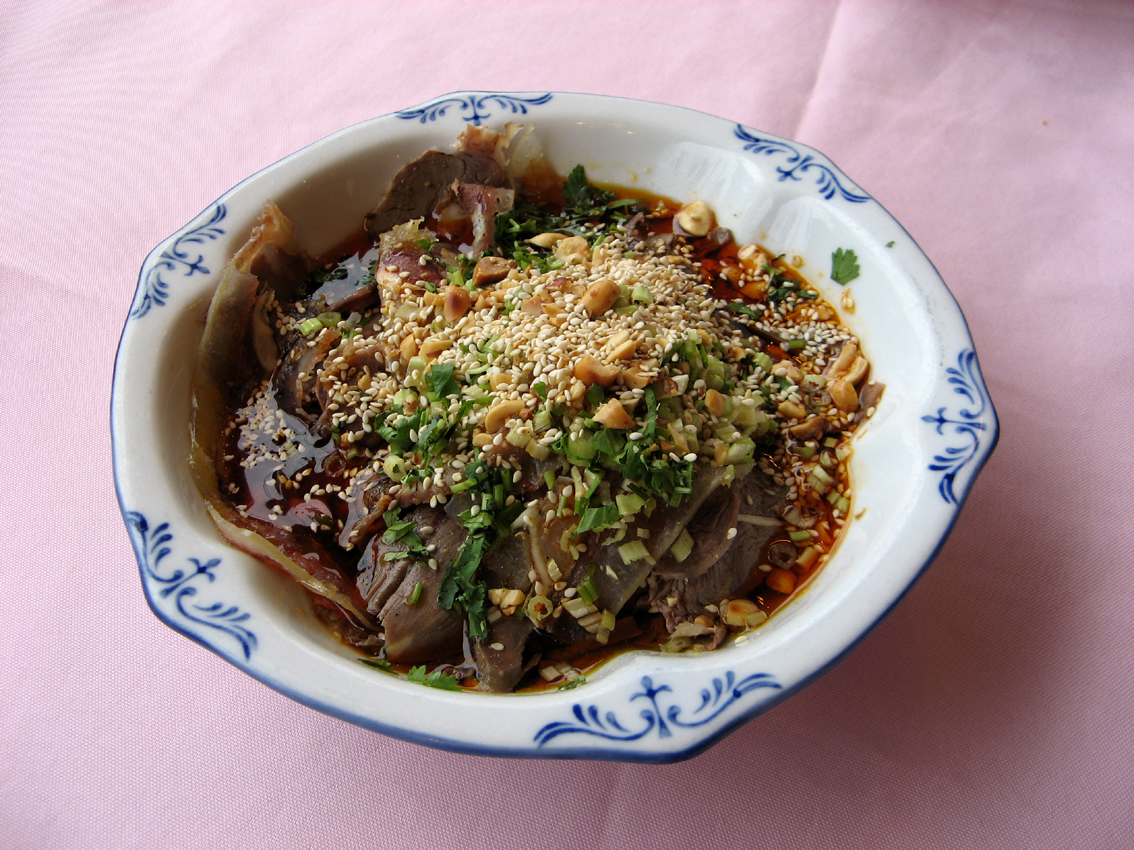
夫妻肺片

夫妻肺片是一道川菜，以牛肉為主料，配以肺、心、舌等製作而成，源自成都。現代所售肺片實為牛頭皮、牛心、牛舌、牛肚、牛肉，並不用肺。夫妻肺片片大而薄，粑糯入味，麻辣鮮香。

## 历史
早在清朝末年，成都回民聚居区便有許多挑擔、提籃叫賣涼拌肺片的小販。用成本低廉的牛雜碎邊角料，經精加工、鹵煮後，切成片，佐以醬油、紅油、辣椒、花椒麵、芝麻麵等拌食，風味別致，價廉物美，特別受到拉黃包車、腳夫和窮苦學生們的喜食。
1930年代在四川成都有一對擺小攤的夫婦，男叫郭朝華，女叫張田政，一個製作，一個出售，因製作的涼拌肺片精細講究，顏色金紅發亮，麻辣鮮香。由于所采用的原料是將低廉的牛杂，切成薄片後，與調味料混雜攪拌，因此最初被称作“燴片”或“廢片”。一天，有位客商品嘗過郭氏夫妻製作的肺片，讚歎不已，送上一個金字牌匾，因“廢”字不雅或“燴”字之諧音之誤，上書改名“夫妻肺片”四個大字。從此“夫妻肺片”這一小吃更有名了。為了適應顧客的口味和要求，夫妻二人在用料和製作方法上不斷改進，並逐步引入了牛肉、羊雜等新原料。
中华人民共和国成立后实行工商业的公有化改造，夫妻肺片经销商并入国营的饮食公司，并改名为“夫妻肺片”。1998年10月，郭氏夫妻之女郭瑞秋重新开办自家的夫妻肺片店，并命名为“郭氏传人夫妻肺片”。现在国营的夫妻肺片店和正宗的郭氏传人夫妻肺片同时经营。

## 外部連結
- 夫妻肺片食譜（页面存档备份，存于） （英文）